# Chirostylus micheleae
Chirostylus micheleae is een tienpotigensoort uit de familie van de Chirostylidae. De wetenschappelijke naam van de soort is voor het eerst geldig gepubliceerd in 1979 door Tirmizi & Khan.